# Калтук
Калтук — село в Братском районе Иркутской области России. Административный центр Калтукского сельского поселения. Находится на западном берегу Братского водохранилища, примерно в 44 км к югу от районного центра, города Братска, на высоте 435 метров над уровнем моря.

## Население
По данным Всероссийской переписи, в 2010 году численность населения села составляла 1789 человек (831 мужчина и 958 женщин).
| 2002 | 2010  | 2011  | 2012  |
| ---- | ----- | ----- | ----- |
| 2118 | ↘1789 | ↘1781 | ↘1746 |

## Улицы
Уличная сеть села состоит из 23 улиц и 6 переулков.